# Cienka Igła

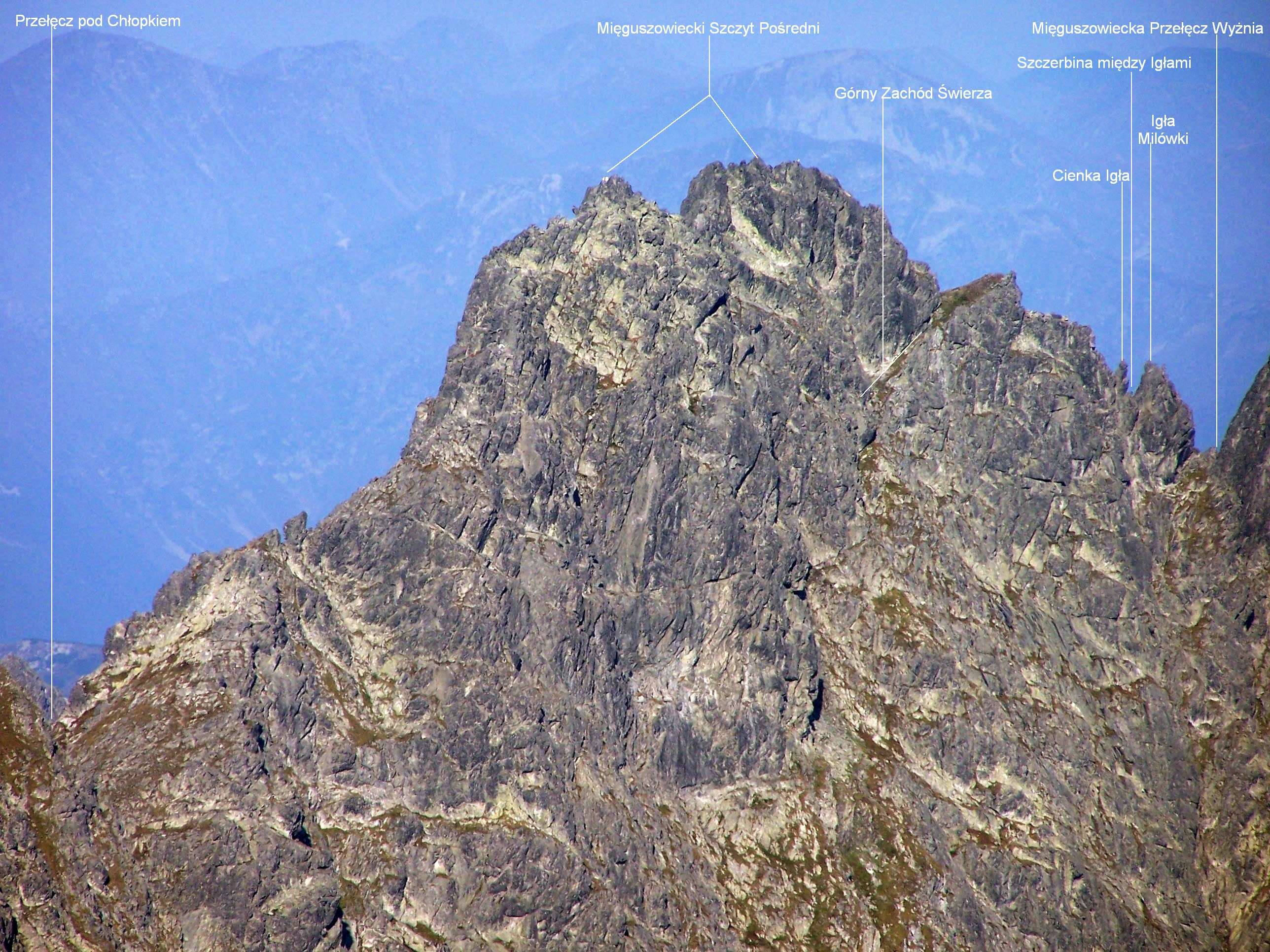

Cienka Igła (słow. Malá mengusovská ihla) – turnia (2356 m) między Mięguszowiecką Przełęczą Wyżnią (2323 m) a najwyższym, północno-zachodnim wierzchołkiem Mięguszowieckiego Szczytu Pośredniego (2389 m). Znajduje się na granicy polsko-słowackiej w grani głównej Tatr. Blisko przełęczy są tutaj dwie turnie: Igła Milówki i Cienka Igła rozdzielone Szczerbiną między Igłami. Po przeciwnej, południowo-wschodniej stronie Cienkiej Igły jest Szczerbina nad Igłami.
Nazwę Cienka Igła do polskiej literatury wprowadził Władysław Cywiński w 10. tomie przewodnika Tatry. Mięguszowieckie Szczyty. Słowacki taternik i tatrolog Arno Puškáš w 7. tomie swojego przewodnika w 1981 r. nadał Igle Milówki i Cienkiej Igle nazwy Veľká mengusovská ihla i Malá mengusovská ihla.
Na Cienką Igłę można wejść ze Szczerbiny nad Igłami (II w skali tatrzańskiej), a następnie zjechać 5 m na Szczerbinę między Igłami.

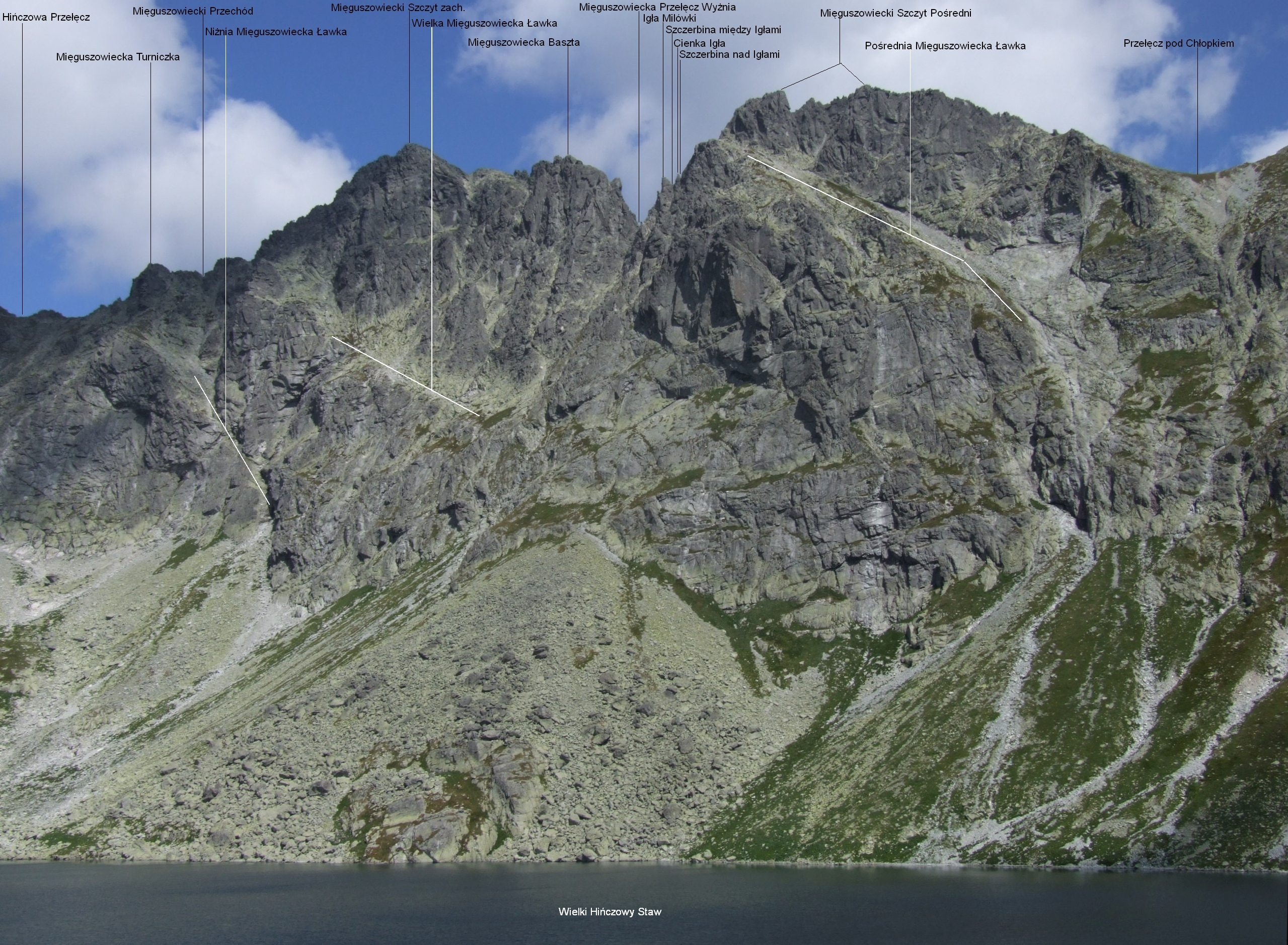
Widok z Doliny Hińczowej